# رافائيل فورستر
رافائيل فورستر (بالبرتغالية: Rafael Forster‏) (23 يوليو 1990 بساو خوسيه، سانتا كاتارينا في البرازيل - ) هو لاعب كرة قدم برازيلي في مركز الظهير. لعب مع زوريا لوهانسك وغريميو بورتو أليغرينزي ونادي إنترناسيونال ونادي غوياس ونادي أوداكس ريو ونادي برازيل دي بيلوتاس وغراميو اساسكو اوداكس اسبورت كلوب ونادي ناوتيكو.

## روابط خارجية
- رافائيل فورستر على موقع الاتحاد الأوربي (الإنجليزية)
- رافائيل فورستر على موقع اتحاد أوكرانيا (الإنجليزية)
- رافائيل فورستر على موقع قاعدة بيانات كرة القدم.إي يو (الإنجليزية)
- رافائيل فورستر على موقع Soccerbase.com (لاعب) (الإنجليزية)
- رافائيل فورستر على موقع Soccerway.com (الإنجليزية)
- رافائيل فورستر على موقع عالم كرة القدم.نت (الإنجليزية)
- رافائيل فورستر على موقع AS.com (الإسبانية)